# Iława (district)
Iława (powiat iławski) is een Pools district (powiat) in de woiwodschap Ermland-Mazurië. Het district heeft een oppervlakte van 1385,00 km² en telt 93.052 inwoners (2014).

## Steden
- Iława (Deutsch Eylau)
- Lubawa (Löbau)

Stadsdistricten:
Elbląg · Olsztyn

Districten:
Bartoszyce · Braniewo · Działdowo · Elbląg · Ełk · Giżycko · Gołdap · Iława · Kętrzyn · Lidzbark Warmiński · Mrągowo · Nidzica · Nowe Miasto Lubawskie · Olecko · Olsztyn · Ostróda · Pisz · Szczytno · Węgorzewo

Grootste steden:
Bartoszyce · Działdowo · Elbląg · Ełk · Iława · Giżycko · Kętrzyn · Mrągowo · Ostróda · Olsztyn · Szczytno